# دب مجنون
كوكايين باير (بالإنجليزية: Cocaine Bear)‏، والمعروف في الشرق الأوسط بعنوان دب مجنون (Crazy Bear)، هو فيلم إثارة و‌كوميديا سوداء أمريكي قادم من إخراج إليزابيث بانكس وبطولة كيري رسل، مارجو مارتينديل، راي ليوتا، ألدن إرينيرك، أوشيا جاكسون جونيور، جيسي تايلر فيرغسون وكريستوفر هيفيو. من المقرر عرض الفيلم في 24 فبراير 2023 في الولايات المتحدة.

## روابط خارجية
- دب مجنون على موقع IMDb (الإنجليزية)
- دب مجنون على موقع ميتاكريتيك (الإنجليزية)
- دب مجنون على موقع روتن توميتوز (الإنجليزية)
- دب مجنون على موقع ألو سيني (الفرنسية)
- دب مجنون على موقع أول موفي (الإنجليزية)
- دب مجنون على موقع فيلمافينيتي (الإسبانية)
- دب مجنون على موقع قاعدة بيانات الأفلام السويدية (السويدية)
- دب مجنون على موقع قاعدة بيانات الفيلم (الإنجليزية)
- دب مجنون على موقع ليتربوكسد (الإنجليزية)
- دب مجنون على موقع كينوبويسك (الروسية)